# Alix von Bretagne (1243–1288)

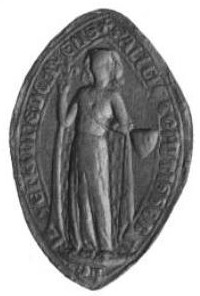
Siegel der Alix von Bretagne

Alix von Bretagne, Gräfin von Blois (auch Alix von Blois, * 6. Juni 1243 in Sarzeau; † 2. August 1288 in Akkon), war eine französische Adlige und Kreuzfahrerin.
Sie war eine Tochter des Herzogs Johann I. von Bretagne und der Blanche von Champagne und entstammte der kapetingischen Seitenlinie Dreux.
Alix heiratete am 11. Dezember 1254 den Grafen Johann I. von Blois aus dem Haus Châtillon. Ihre Mitgift bestand aus den Herrschaften Brie-Comte-Robert und Pontarcy. Im Juli 1264 erhielt ihr Mann von Papst Urban IV. den Aufruf zur Kreuznahme um die letzten, von den Mameluken bedrängten christlichen Territorien in der Levante zu verteidigen, dem er allerdings nicht nachkam. Stattdessen gründeten er und Alix um 1277 die Abtei La Guiche, in der ihr Mann nach seinem Tod 1279 bestattet wurde.
1287 begab sich Alix mit einem größeren Aufgebot an Rittern doch noch in das Heilige Land; es war eine der letzten großen bewaffneten Pilgerfahrten der Kreuzfahrerzeit. Zur Verstärkung der Stadtbefestigungen Akkons, des letzten bedeutenden Stützpunktes der Christen, ließ sie dort auf ihre Kosten einen nach ihr „Turm der Gräfin von Blois“ genannten Wehrturm bauen. Sie starb wenig später in dieser Stadt. Ihr Leichnam wurde in die Abtei La Guiche transferiert.
Aus ihrer Ehe mit Johann I. von Blois hinterließ sie eine Tochter und Erbin, Johanna von Blois (1258–1292), die 1272 den Prinzen Peter von Frankreich (1251–1284), Graf von Alençon, heiratete.

## Weblink
- Alix de Bretagne bei fmg.ac (englisch)

| Personendaten    | Personendaten                         |
| ---------------- | ------------------------------------- |
| NAME             | Alix von Bretagne                     |
| ALTERNATIVNAMEN  | Alix von Blois                        |
| KURZBESCHREIBUNG | Gräfin von Blois, Dunois und Chartres |
| GEBURTSDATUM     | 6. Juni 1243                          |
| GEBURTSORT       | Sarzeau                               |
| STERBEDATUM      | 2. August 1288                        |
| STERBEORT        | Akkon                                 |